# JEEP:A
A JEEP:A Kapitány Máté középlemeze, a kétrészes JEEP koncepció első fele (A-oldala), amely 2019 májusában jelent meg a Universal kiadásában.

## Az album dalai
|    | Cím                                   | Szerző(k)                  | Producer      | Hossz |
| -- | ------------------------------------- | -------------------------- | ------------- | ----- |
| 1. | FVMV                                  | Kapitány Máté              | Kapitány Máté | 2:54  |
| 2. | Kecske                                | Kapitány Máté              | Kapitány Máté | 3:09  |
| 3. | Szörny (közr. Lil Holt)               | Kapitány Máté, Lil Holt    | Kapitány Máté | 2:26  |
| 4. | Sári (közr. plo Persici, Marton Buku) | Kapitány Máté, plo Persici | Kapitány Máté | 2:54  |
| 5. | 16 (közr. Lil Frakk)                  | Kapitány Máté, Lil Frakk   | Kapitány Máté | 2:44  |
| 6. | Pénzösszeg (közr. Lil Frakk)          | Kapitány Máté              | Kapitány Máté | 2:31  |

### Videóklipek
| Cím        | Rendező                     | Operatőr     | Utómunka     |
| ---------- | --------------------------- | ------------ | ------------ |
| Pénzösszeg | Szabó Roland, Kapitány Máté | Szabó Roland | Szabó Roland |
| Szörny     | Szabó Roland                | Szabó Roland | Szabó Roland |
| FVMV       | Szabó Roland                | Szabó Roland | Szabó Roland |
| 16         | Szabó Roland                | Szabó Roland | Szabó Roland |

## Közreműködők
- plo Persici – előadó
- Lil Holt – előadó
- Marton Buku – előadó
- Lil Frakk – előadó
- Puha Szabolcs – keverés
- Kovács Gergő - album boritó
- Ress - album boritó - album boritó
- Hervoly Miklós Mihály - album boritó

## További információ
- JEEP:A (magyar nyelven). YouTube